# Embargos infringentes
No direito processual civil brasileiro, embargos infringentes era uma espécie de recurso cabível contra acórdão não unânime proferido em apelação ou ação rescisória, dirigido ao próprio tribunal que pronunciou a decisão impugnada. Foram extintos pelo Código de Processo Civil de 2015, sendo substituídos pela "técnica de ampliação do colegiado".
No direito processual penal brasileiro, embargos infringentes é uma espécie de recurso, conforme definição de Fernando Tourinho Filho, oponível "contra a decisão não unânime de segunda instância e desfavorável ao réu. Não basta, pois, a falta de unanimidade. É preciso, também, que a divergência do voto vencido seja favorável ao réu". No tocante à legitimidade, somente o réu pode interpor este recurso, baseando-se tão somente no objeto de discussão divergente na decisão.

## Aplicabilidade
O artigo 530 da lei número 5.869 de 11 de janeiro de 1973 ( Código de Processo Civil) aduzia que:
| “ | Cabem embargos infringentes quando o acórdão não unânime houver reformado, em grau de apelação, a sentença de mérito, ou houver julgado procedente ação rescisória. Se o desacordo for parcial, os embargos serão restritos à matéria objeto da divergência. | ” |

Na esfera penal, caberão embargos infringentes, conforme o artigo 609 do Código de Processo Penal, quando não for unânime a decisão de segunda instância, desfavorável ao réu. É, portanto, um recurso que somente pode ser oposto pelo acusado. Frisa-se ainda que:
| “ | Se o desacordo for parcial, os embargos serão restritos à matéria objeto de divergência. | ” |

## Prazo processual
A Lei 13.105/15, que instituiu o novo Código de Processo Civil, deixou de prever os embargos infringentes, culminando na sua extinção na esfera cível. O prazo para opor e para contra-minutar os embargos infringentes era de 15 (quinze) dias, conforme prescrito no artigo 508 do Código de Processo Civil, o qual não está mais vigente. Após esse prazo, o artigo 531 do CPC/73 previa a abertura de vista ao recorrido para contra-minuta e, subsequentemente, o relator do acórdão embargado apreciaria a admissibilidade do recurso. Finalmente:
| “ | Admitidos os embargos, serão processados e julgados conforme dispuser o regimento do tribunal. | ” |

Por sua vez, na esfera penal, os embargos infringentes ainda são válidos e aceitos como forma de discussão de mérito.  O Parágrafo único do artigo 609, do Código de Processo Penal, dispõe que os embargos infringentes poderão ser opostos dentro de 10 (dez) dias. O prazo para interposição deste recurso é definido no artigo 613, também do Código de Processo Penal, que estipula a data da publicação do acórdão pelo Tribunal como marco do início da contagem.